# Mikrofona bratří Knotků
Microphona bratří Knotků (též Mikrofona bratří Knotků) je bývalý průmyslový podnik v Praze, který se nachází jihovýchodně od Nákladového nádraží Žižkov u Olšanských hřbitovů.

## Historie
Podnik založili bratři Antonín a Ludvík Knotkové na pražské Letné (Jirečkova 5) v dubnu 1926 pod názvem Microphona, Bratří Knotkové, tovární výroba a zařizování telefonů. Právní formou byla veřejná obchodní společnost. Podle dostupných podkladů byly dílny podniku rozmístěny v několika okolních domech. Předmětem výroby byly v té době telefonní přístroje, ústředny a signalizační přístroje. Už v říjnu 1927 nahlásili majitelé firmy přestěhování celého podniku do nových prostor v Husově (dnes Drtinova) ulici na pražském Smíchově. Název i předmět podnikání zůstaly stejné. Další stěhování je hlášeno v dubnu 1931 do vlastní budovy na adrese: Praha XIII, Strašnice č. p. 800 (Staré Strašnice). Šlo o starší budovu v blízkosti Nákladového nádraží Žižkov. Ulice byla pojmenována až v roce 1947, dnes této adrese odpovídá adresa U nákladového nádraží 3147/8. Výrobní areál se postupně rozšiřoval, například o nově postavený šestipodlažní objekt a do výroby přibyly především rozhlasové přijímače, mezi něž patřil například MICROPHONA Superdual MK 205 I bratří Knotkových (Praha-Strašnice, ČSR 1934-1935).
Vzhledem k rostoucí výrobě radiotechnického sortimentu včetně součástek se firma k listopadu 1935 přejmenovala na Mikrofona, Bratří Knotkové, telefonní a radiotechnická továrna.
Firma měla od roku 1937 pobočku ve Valašském Meziříčí, kde vyráběla kolektivní zesilovací aparaturu používanou v místní škole pro sluchově postižené děti ke zjišťování zbytků sluchu žáků.
Provoz ve Valašském Meziříčí se obdobnému sortimentu věnoval i po znárodnění a dosud (2017) zde působí firma, která na tuto výrobu navazuje. 
V období druhé světové války firma produkovala pro Německo letecké palubní přístroje. Po znárodnění v prosinci 1945 přešla pod n.p. Tesla. Po roce 1989 byl areál bývalé Tesly Strašnice změněn na administrativní centrum. 